# Домская горка
Домская горка (эст. Toomemägi, То́омемяги) — исторической холм в Тарту, место основания города.
У подножия холма проложены улицы Валликраави, Карла Эрнста фон Бэра, Лосси, Юликооли, Якоби.

## История

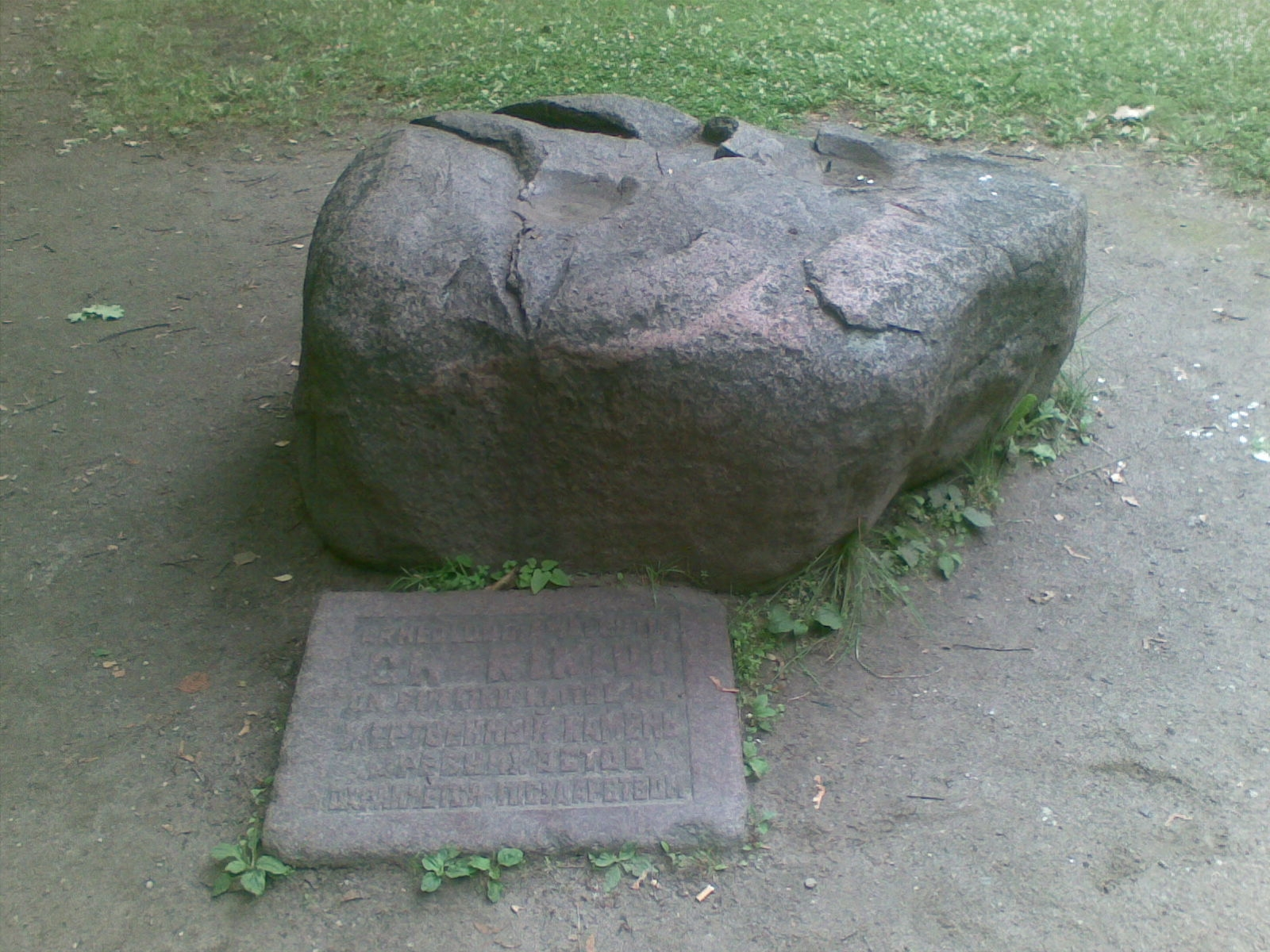
Жертвенный камень

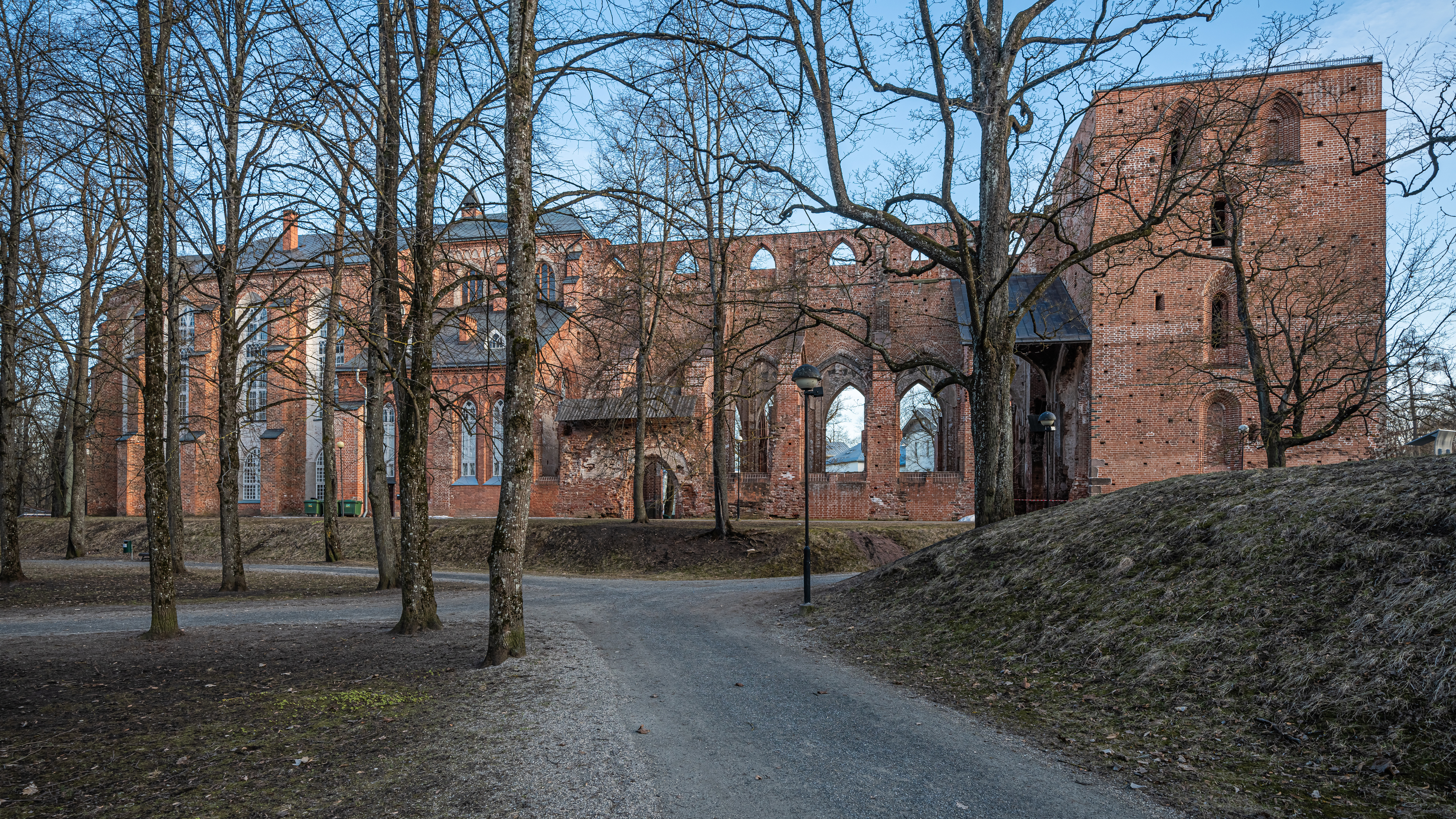
Руины Домского собора

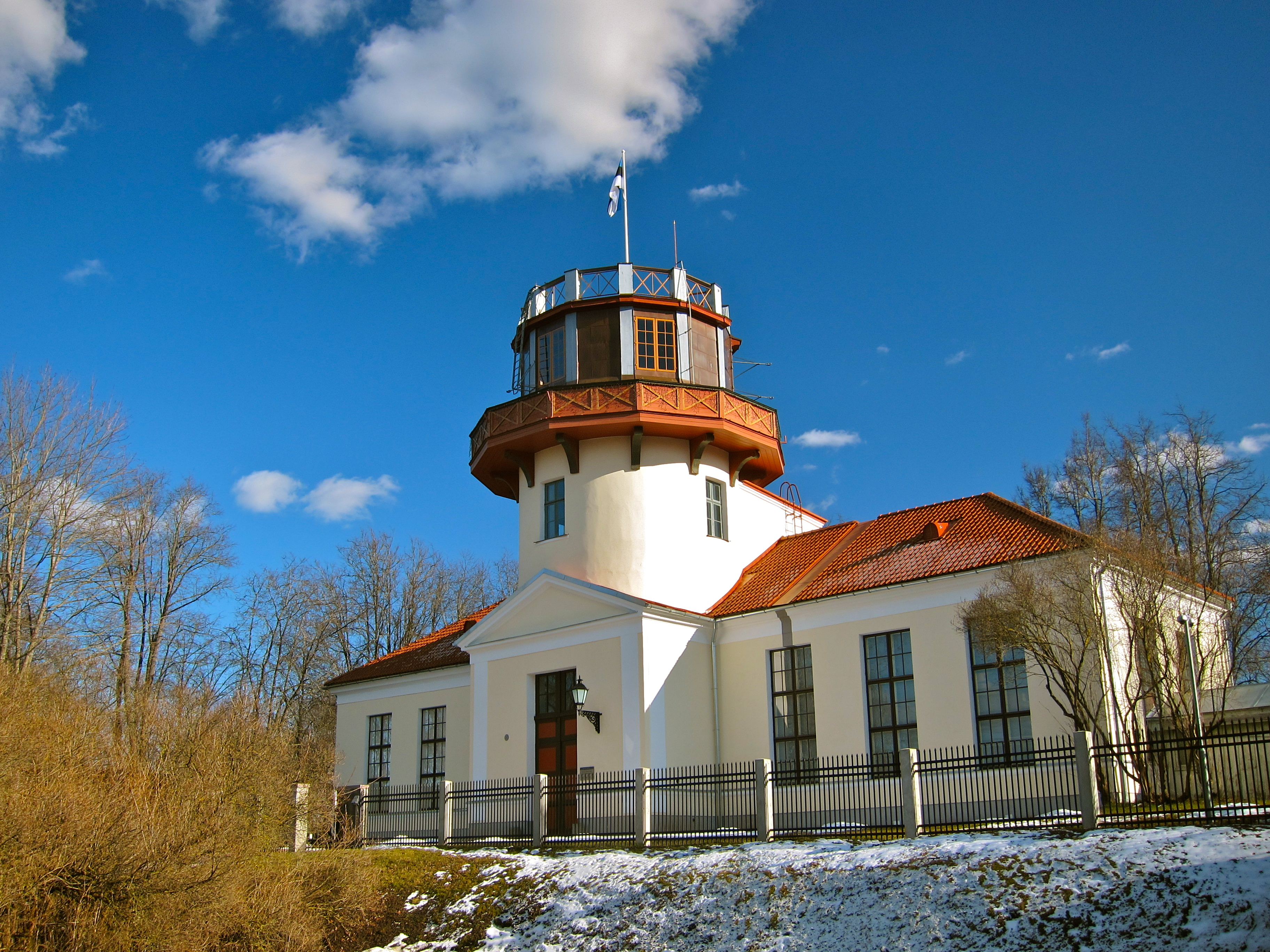
Обсерватория

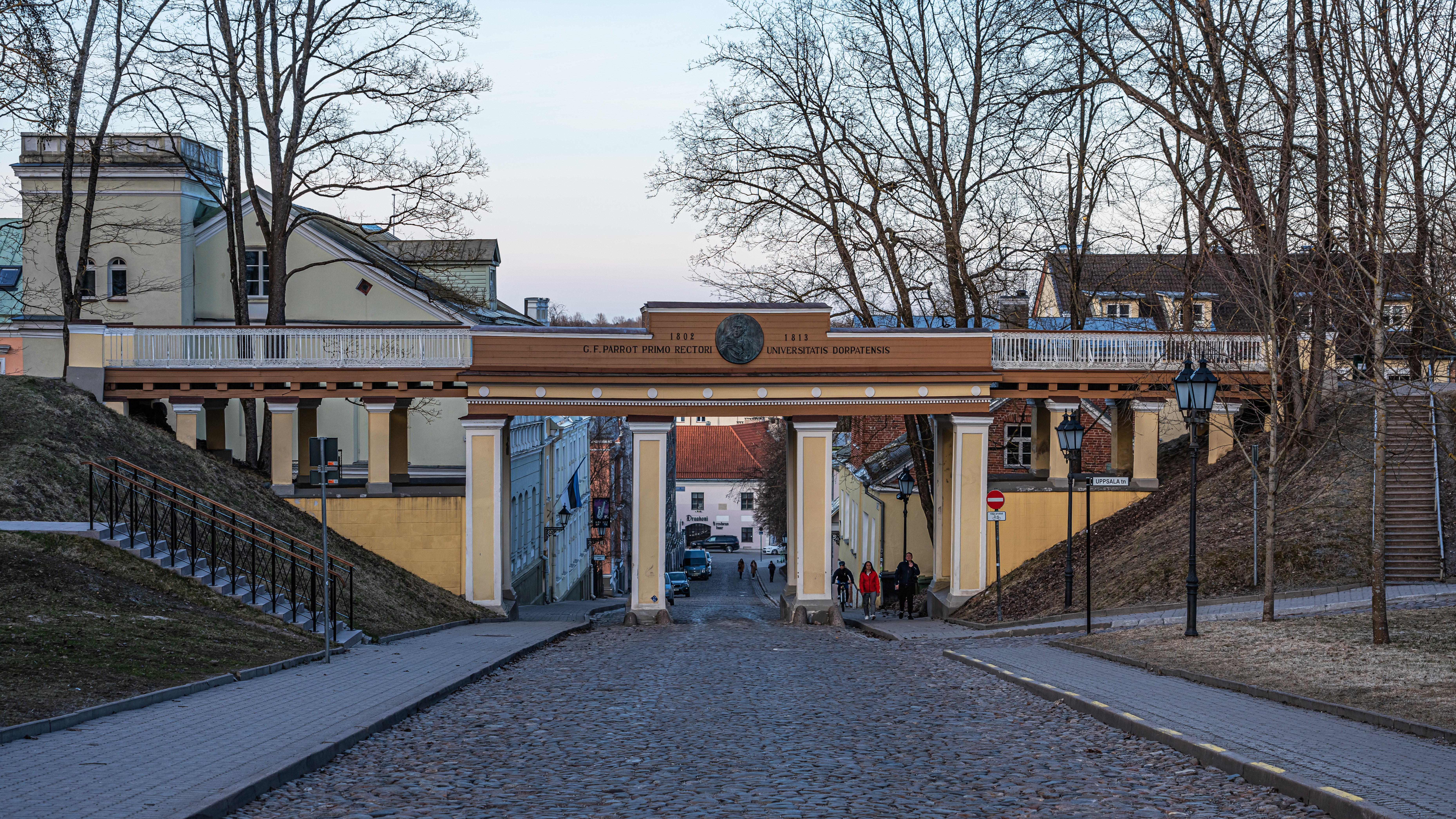
Ангелов мост

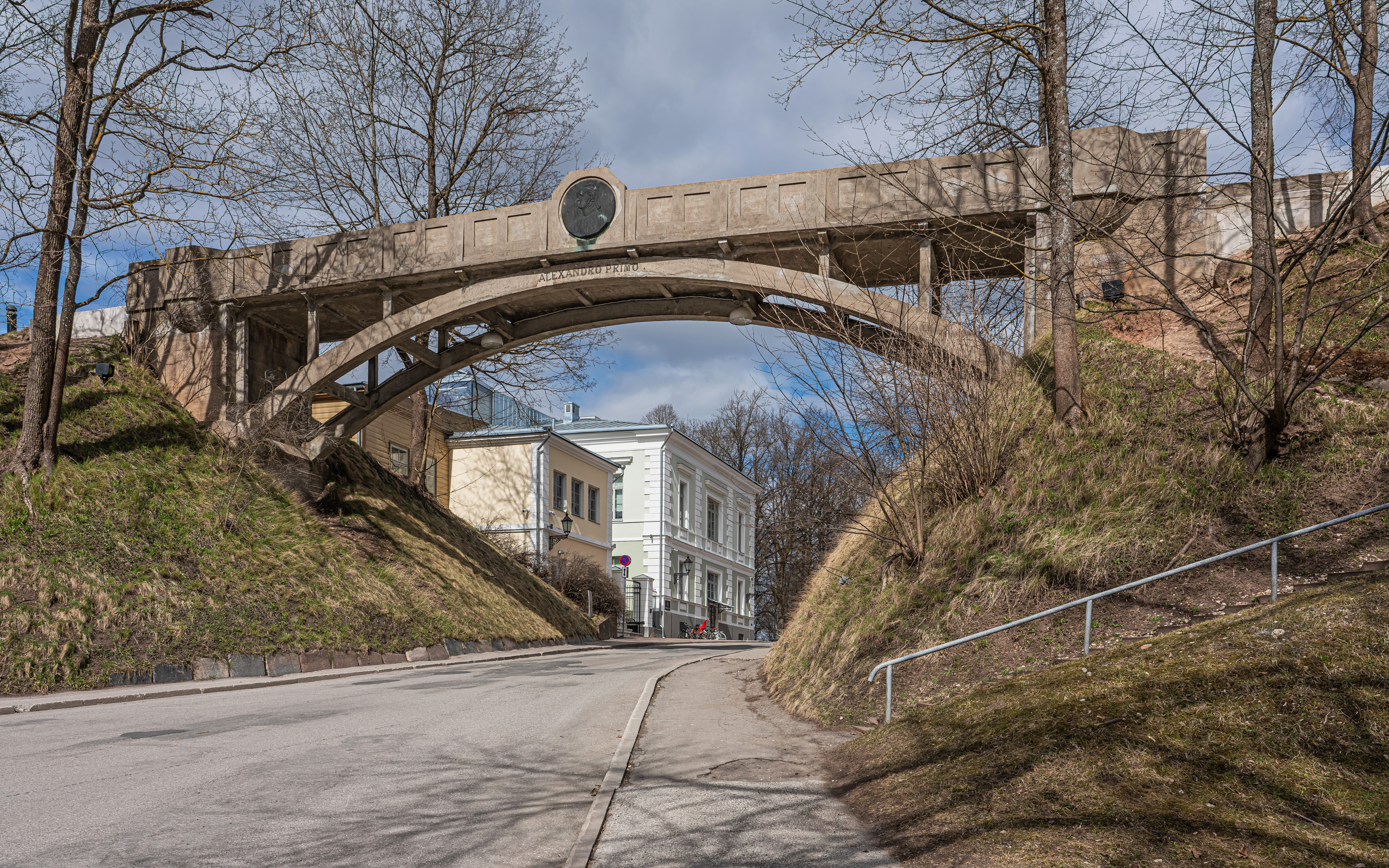
Мост Александра I (Чёртов мост)

В ранней истории города, VI—VIII века, на холме располагалась одно из крупнейших укреплений эстонцев-язычников. От языческих времён на холме сохраняется жертвенный камень (эст. ohvrikivi).
Первые письменные упоминания об этом месте относятся к 1030 году, когда на месте городища древних эстов новгородский князь Ярослав Мудрый основал город Юрьев. Город неоднократно разрушался, в 1060 году был сожжён финским племенем — сосолами, в 1138 году разорён местными племенами (чудью), перебившими всех его жителей, но всякий раз восстанавливался и считался самым значительным русским поселением в Чудской земле. В 1224 году Юрьев был захвачен немецкими рыцарями, защищая город погиб юрьевский князь Вячко.
Овладев местностью, завоеватели приступили к строительству своего укрепления, Castrum Tarbatae (фрагменты древних стен обнаруживаются при археологических раскопках). Новая крепость стала резиденцией епископа.
Строительство готического собора на северной стороне холма предположительно началось во второй половине XIII века. У собора возникло кладбище. Были возведены жилые дома служителей культа. Собор освятили в честь святых Петра и Павла, считавшихся покровителями Тарту. Собор стал одним из крупнейших христианских сооружений Восточной Европы, центром Дерптского епископства.
Возведённый первоначально как базилика, в результате последующей пристройки (1299) собор получил хоры и стал похожим на зальный храм. К 1470 году появились высокие хоры, колонны и арки которых были выполнены в стиле кирпичной готики. Строительство собора было завершено к концу XV века возведением по бокам от западного фасада двух массивных 66-метровых башен. Вокруг собора возвели стену, отделившую резиденцию епископа от остального города.
Упадок собора начался с середины 1520-х годов в связи с распространением в эти районы Эстонии идей Реформации. 10 января 1525 года собор подвергся нападению протестантов-иконоборцев. После депортации в Россию последнего католического епископа Дерпта, Германа Везеля (епископство с 1554 по 1558, ум. в 1563), собор был закрыт.
Собор был разрушен во время Ливонской войны (1558—1583) русской армией.
С установлением власти Польши, в 1582 году, возникли планы восстановления собора, неосуществлённые из-за начавшейся Польско-шведской войны (1600—1611). Имевшиеся разрушения усугубил пожар 1624 года.
В 1629 году в Тарту установилось шведское правление. Новые власти восстанавливать собор не стали. Сохранившаяся часть здания была приспособлена под хозяйственные цели (овин).
Соборное кладбище продолжало использоваться для погребения горожан вплоть до XVIII века.
В 1760-х годах высота обеих башен была уменьшена до 22 м вровень с нефом, после чего на них разместили артиллерийские орудия. Был замурован главный вход.
25 июня (6 июля) 1775 с городского холма жители города наблюдали за гигантским пожаром города, когда сгорело 2/3 городских зданий.
После возобновления работы Дерптского университета по указу 12 апреля 1802 года российского императора Александра I, сохранившееся здание собора по проекту архитектора Й. В. Краузе перестроили в трёхэтажную университетскую библиотеку (1804—1807).
В 1808 году на месте бывшего епископского замка на Тоомемяги по проекту того же архитектора была построена астрономическая обсерватория. В 1818—1839 годах здесь работал Вильгельм Струве.
Также на холме находится старый анатомический театр университета.
В 1763 году на холме было возведено здание, планировавшееся под казармы, но с 1808 года в этих стенах разместилась университетская клиника, которая действовала здесь до 1990-х годов. C 1993 года, в связи с переводом в Тарту Государственного суда, в этом здании находится высшая судебная инстанция Эстонской республики.
В XIX веке территория холма была превращена в парк по проекту Й. Краузе. Для удобства пешеходного сообщения с городом были устроены мосты — Inglisild или Ангелов мост (что, скорее всего, является искажённым названием «Englische Brücke» — Английский мост, построен между 1814 и 1816 годами), на мосту имеется рельефное изображение первого ректора восстановленного тартуского университета Георга Фридриха Паррота (1767—1852) и девиз «Otium reficit vires» («Отдых восстанавливает силы»), а также Чёртов мост (1808; нынешний мост построен в 1913 году). Оба моста были спроектированы Краузе.
К концу XIX века северная башня была превращена в водонапорную башню.
В 1960-х годах занимавшая здание собора библиотека была реконструирована и расширена, проведено центральное отопление, а после того, как в 1981 году было построено новое библиотечное здание, в освободившихся помещениях открыт исторический музей университета. Масштабная реставрация здания была проведена ещё в 1985 году, когда был восстановлен интерьер XIX века. Остатки внешних стен хоров и другие руины законсервированы.

## Достопримечательности
- Руины Домского собора.
- Инглисилд — Ангелов мост[3]
- Курадисилд — Чёртов мост[4]

## Галерея памятников

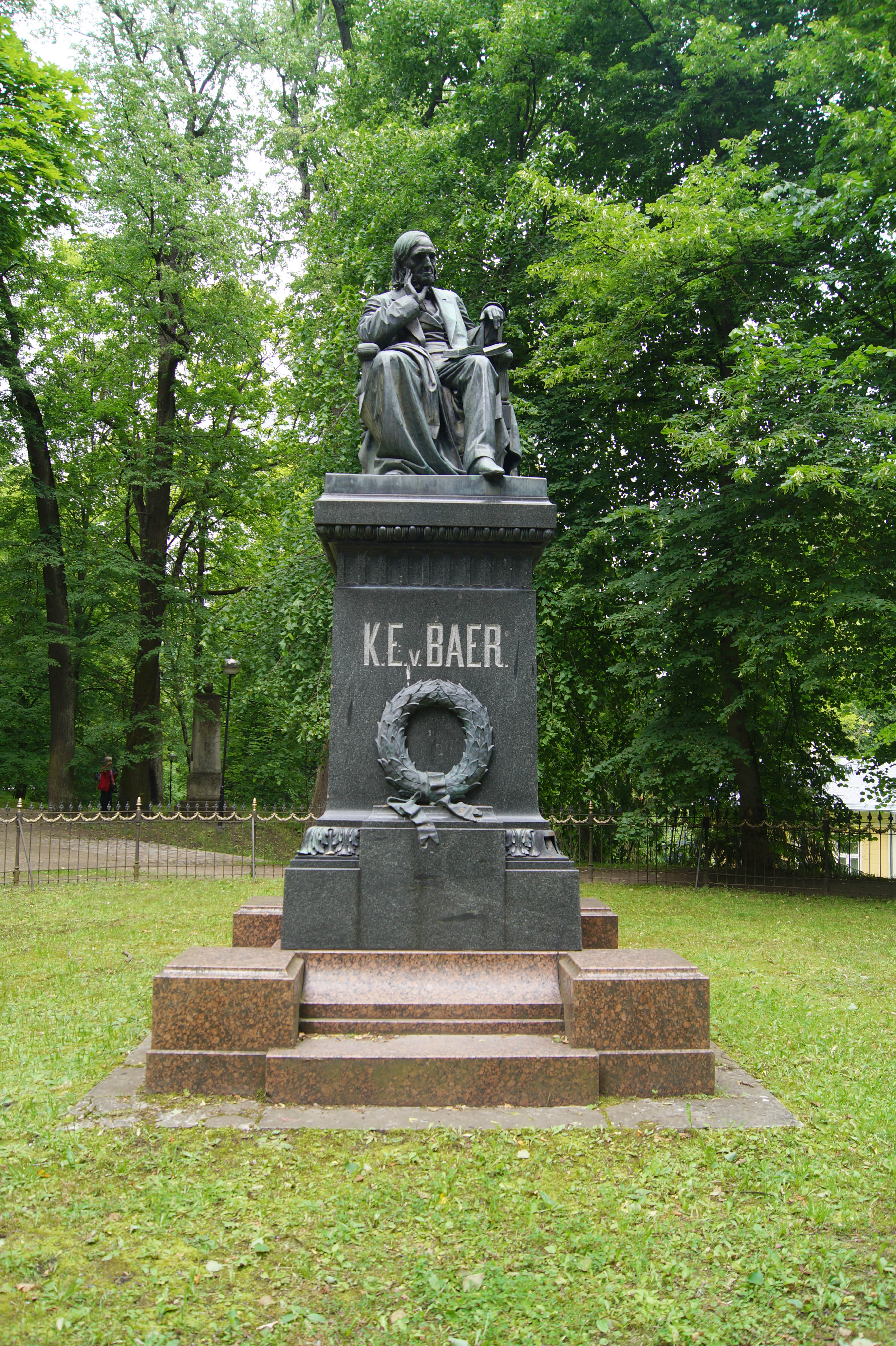
Памятник Бэру
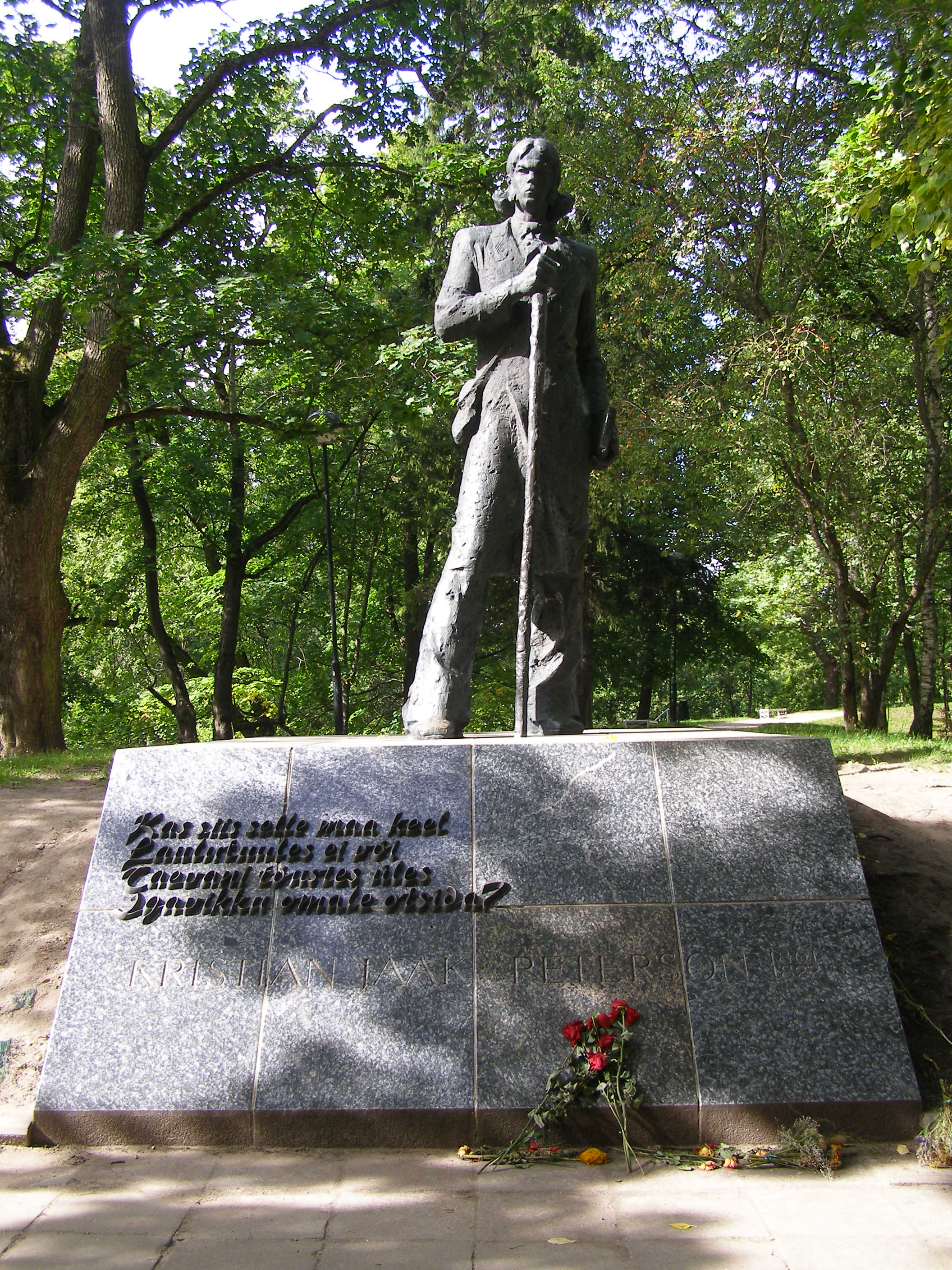
Памятник Петерсону
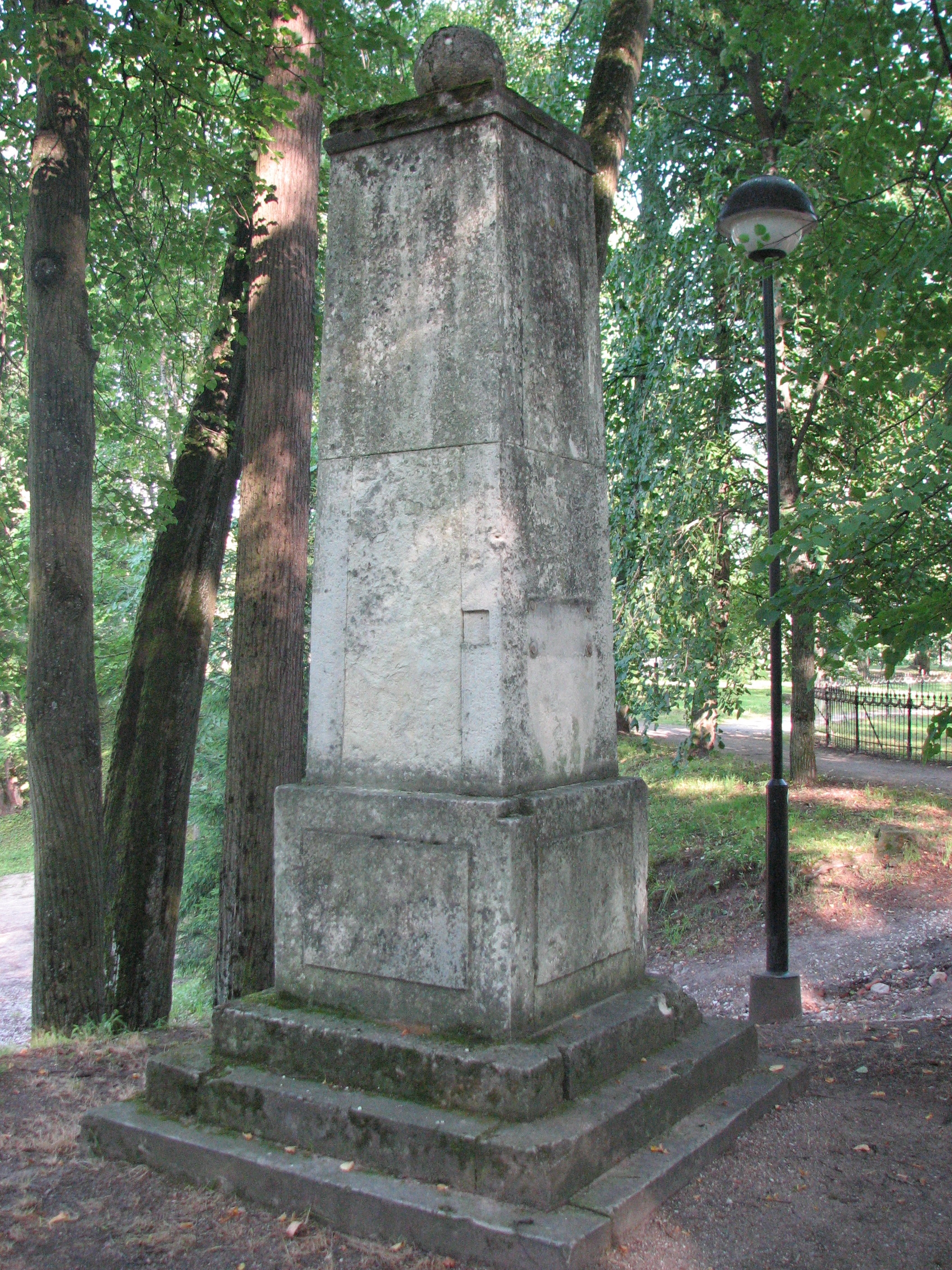
Памятник Моргенштерну
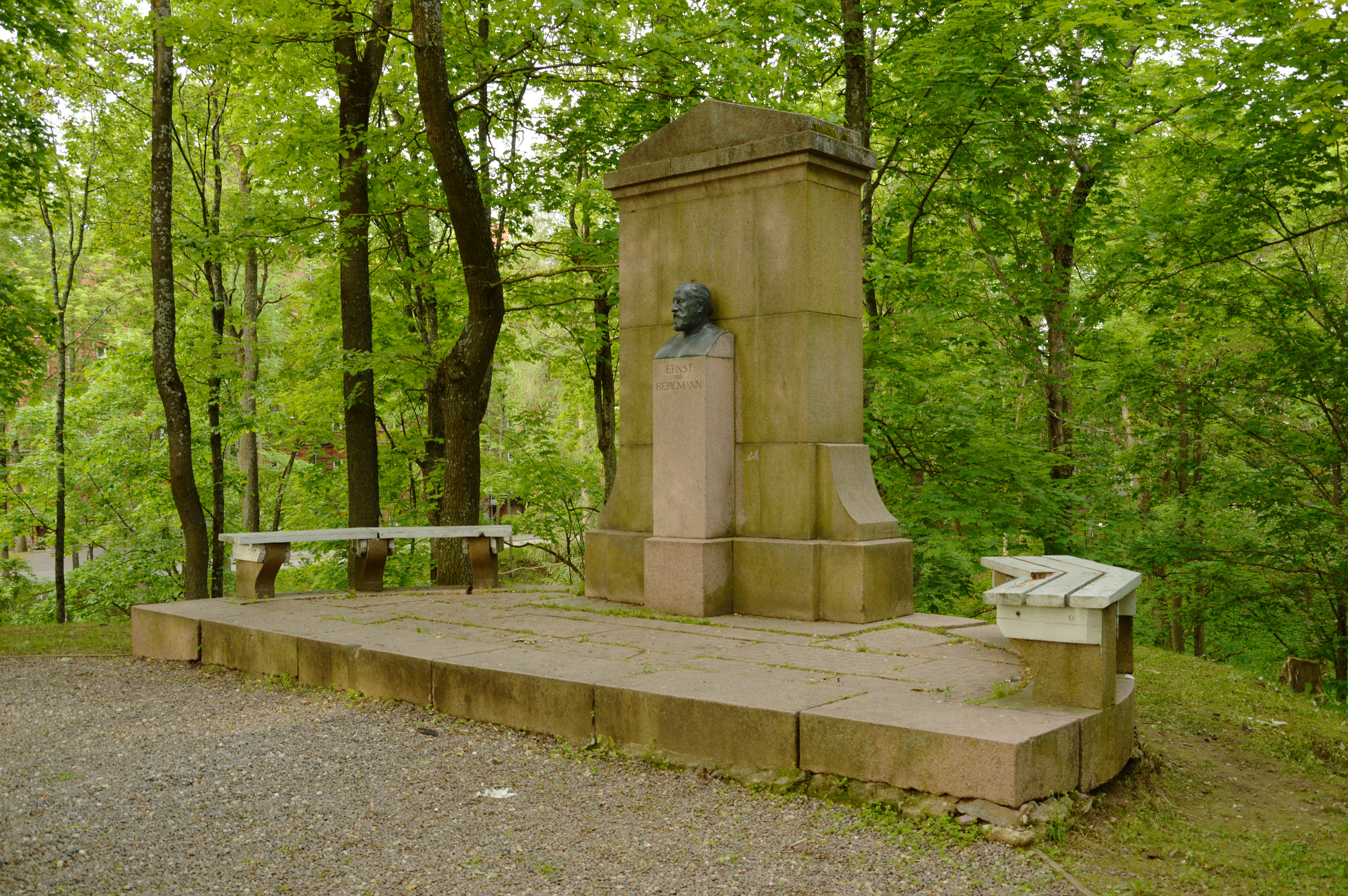
Памятник Бергманну
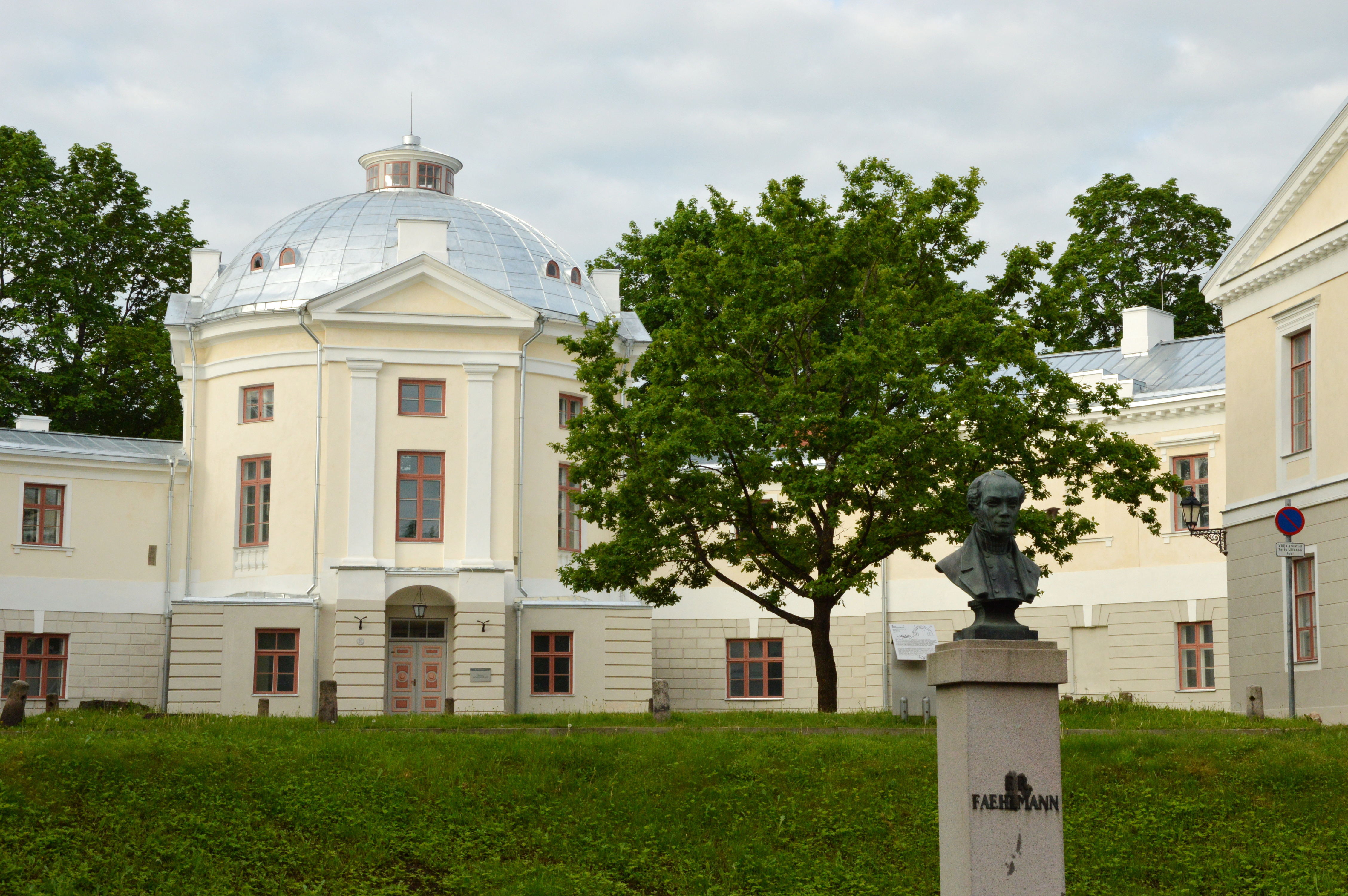
Старый анатомический театр и памятник Фридриху Фельману